# Seeed
Seeed er en tysk Reggae/Dancehall-gruppe fra Berlin, bestående af 11 medlemmer. Gruppen blev dannet i 1998, og er i dag den mest kendte musikgruppe i Tyskland, inden for sin genre. De har bl.a. arbejdet sammen med Cee-Lo Green, Anthony B, Tanya Stephens og General Degree.

## Diskografi
- New Dubby Conquerors – EP (2000)
- Dickes B – EP (2001)
- Dancehall Caballeros – LP (2001)
- Waterpumpee – EP (2002)
- Music Monks – EP (2003)
- Music Monks – LP (2003)
- Electric Boogie – EP (2003)
- Release – EP (2003)
- Music Monks "International Version" – LP (2004)
- Aufstehn – EP (2005)
- Next! – LP (2005)
- Schwinger - EP (2005)
- Ding - EP (2006)
- Next! "International Version" – LP (2006)
- Live - LP (2006)
- Molotov/Wonderful Life - EP (2011)
- Beautiful - EP (2012)
- Seeed - LP (2012)
- Bam Bam - LP (2019)